# Масерија Карбоне (Казерта)
Масерија Карбоне је насеље у Италији у округу Казерта, региону Кампанија.
Према процени из 2011. у насељу је живело 24 становника. Насеље се налази на надморској висини од 34 м.